# 서은솔
서은솔(2009년 11월 16일 ~ )은 대한민국의 배우이다.

## 드라마
- 2024년 ENA 《취하는 로맨스》 ... 어린 채용주 역 (김세정 아역
- 2023년 넷플릭스 드라마《이두나!》 ... 이원영 역

- 2023년 SBS 월화 미니시리즈 《꽃선비 열애사》 ... 어린 윤단오 역 (신예은 아역)

- 2022년 tvN 드라마 《술꾼도시여자들 2》 .... 어린 한지연 역 (한선화 아역)

- 2021년 투니버스 드라마 《돈워리살구》 .... 계살구 역

- 2021년 tvN 월화드라마 《루카》 .... 어린 하늘에구름 역 (이다희 아역)

- 2020년 tvN 주말드라마 《철인왕후》 .... 어린 김소용 역 (신혜선 아역)

- 2019년 OCN 주말드라마 《트랩》 ... 어린 고민주 역 (최명빈 아역)

- 2019년 MBC 웹드라마 《연애미수》 - 어린 이시원 역 (양혜지 아역)

- 2018년 tvN 월화드라마 《계룡선녀전》 .... 어린 선옥남 역 (문채원, 고두심 아역)

- 2018년 tvN 월화드라마 《멈추고 싶은 순간 : 어바웃 타임》 ... 어린 최미카엘라 역 (이성경 아역)

- 2017년 tvN 월화드라마 《내성적인 보스》 ... 어린 은이수 역 (공승연 아역)

- 2017년 SBS 월화드라마 《귓속말》 ... 어린 신영주 역 (이보영 아역)

- 2017년 OCN 주말드라마 《블랙》 ... 은혜 역

- 2016년 SBS 토요드라마 《우리 갑순이》 ... 어린 조초롱 역 (박서연 아역)

- 2016년 SBS 월화드라마 《달의 연인 - 보보경심 려》 ... 해수의 딸 역

- 2016년 tvN 금토드라마 《디어 마이 프렌즈》 ... 어린 김수영 역 (한정현 아역)

## 영화
- 2020년 《해치지않아》 ... 어린 한소원 역 (강소라 아역)
- 2024년 《마이너》 ... 송이 역

## 광고
- 2021 천재교육 밀크티

- 2019 밀리의서재 SNS 컨텐츠

- 2018 남양 옳은우유

- 2016 투니버스 채널

- 2016 마데카솔 분말

- 2016 하나은행 'ㅎ ㅎ'편

- 2016 초록우산 어린이재단 공익광고

- 2015 마데카솔 분말

- 2015 피자나라치킨공주 ' 아이들편 '

- 2015 원앤원 헬로봇 청진기가 있는 병원

- 2015 한양수자인 아파트 분양

- 2015 월트디즈니 스파클걸즈

## 트리비아
2017년 서가은에서 서은솔로 개명하였다.